# 日本神経学会
一般社団法人日本神経学会（にほんしんけいがっかい、ラテン語: SOCIETAS NEUROLOGICA JAPONICA）とは、神経内科医と神経学研究者を会員とする日本の臨床系医学会である。所在地は東京都文京区湯島。日本医学会の分科会。
主な事業活動は、学術研究会、学術講習会の開催、学会誌の発行、一般人を対象とした市民公開講座、専門医および教育施設の認定、会員を対象とした教育事業、国際学術交流、神経内科医の社会貢献と提言などである。

## 歴史
- 1902年（明治35年）- 精神医学の呉秀三と内科学の三浦謹之助を中心に、会員約200名で日本神經學會を発足し、会誌『神経学雑誌』を発行する。
- 1935年（昭和10年）- 学会名と会誌名を変更。学会名 → 日本精神神経学会。会誌名 →『精神神経学雑誌』。
- 1960年（昭和35年）- 神経学部門が精神医学部門から独立し日本臨床神経学会となる。実質的な日本神経学会の創立にあたる。機関誌「臨床神経学」創刊。
- 1963年（昭和38年）- 日本神経学会へ名称変更。
- 1967年（昭和42年）- 日本神経学会認定医が制度化。
- 2003年（平成15年）- 有限責任中間法人となる。
- 2009年（平成21年）- 一般社団法人となる。
- 2010年（平成22年）- 日本神経学会50周年記念式典。
- 2017年（平成29年）- 第4回日本神経学会理事会にて標榜診療科名を「神経内科」から「脳神経内科」に変更することを決めた。これは心療内科や精神科と区別する事や脳卒中や認知症等の脳神経を専門的に診療する科である事が社会一般的に周知されていない現状を踏まえて、診療内容が世間に広く知られている「脳神経外科」の内科側との位置づけを明確にしたものである[2]。

## 学会誌
和文学会誌として、月刊「臨床神経学」を発行する。英文学会誌として、"Neurology and Clinical Neuroscience"を発行する。